# Sturnira sorianoi
Sturnira sorianoi — вид родини листконосові (Phyllostomidae), ссавець ряду лиликоподібні (Vespertilioniformes, seu Chiroptera).

## Середовище проживання
Країни проживання: Болівія, Венесуела.

## Звички
Мало відомо про звички цього виду, але, ймовірно, вони такі ж як у інших членів роду. 

## Загрози та охорона
Загрози невідомі. Області, в яких зібрані зразки в Болівії перебувають у природоохоронних районах.